# Theta lyronuclea
Theta lyronuclea é uma espécie de gastrópode do gênero Theta, pertencente a família Raphitomidae.